# Kalanchoe garambiensis
Kalanchoe garambiensis ist eine Pflanzenart der Gattung Kalanchoe in der Familie der Dickblattgewächse (Crassulaceae). Das Artepitheton garambiensis verweist auf das Vorkommen der Art bei Garahmi in Taiwan.

## Beschreibung

### Vegetative Merkmale
Kalanchoe garambiensis ist eine vollständig kahle, krautige Pflanze, die Wuchshöhen von 5 bis 8 Zentimeter erreicht. Die fleischigen Laubblätter sind gestielt. Die spatelige Blattspreite ist 1 bis 2,8 Zentimeter lang und 0,3 bis 1,3 Zentimeter breit. Ihre Spitze ist gerundet und trägt ein aufgesetztes Spitzchen. Die Basis ist in Richtung des Stiels schmal spitz zulaufend. Der Blattrand ist ganzrandig.

### Generative Merkmale
Der Blütenstand ist eine lockere, drei bis zehnblütige, ebensträußige Zyme. Die eiförmig-länglichen, zugespitzten, drüsigen Kelchzipfel sind etwa 5 Millimeter lang. Die Kronblätter sind gelb. Die schlanke Kronröhre ist an ihrer Basis urnenförmig und etwa 20 Millimeter lang. Ihre breit rundlich-eiförmigen Kronzipfel sind stumpf, stumpf gerundet oder leicht zugespitzt.

## Systematik und Verbreitung
Kalanchoe garambiensis ist auf Taiwan auf Felsen an der Meeresküste verbreitet. 
Die Erstbeschreibung durch Yûshun Kudô wurde 1930 veröffentlicht. Die Art ist nur sehr unzureichend bekannt. Sie ist vermutlich einjährig und selten.

## Nachweise